# Parlamentswahlen in Mosambik 1999
Die Parlamentswahlen in Mosambik 1999 fanden vom 3. bis 5. Dezember 1999 im südostafrikanischen Mosambik statt und waren die zweiten Mehrparteienwahlen in der Geschichte des Landes.
Die beiden großen Parteien des Landes FRELIMO und RENAMO machten, wie in der vorangegangenen Wahl 1994, die Wahlen unter sich aus. FRELIMO, die Quasistaatspartei des Landes, errang einen deutlichen Sieg mit knapp unter 50 % der Stimmen, RENAMO, der alte Kontrahent FRELIMOS aus der Zeit des Mosambikanischen Bürgerkriegs blieb einzig ernst zu nehmende Oppositionspartei mit knapp unter 40 % der Stimmen. Keine der weiteren zugelassenen Parteien errang auch nur 3 % der Stimmen.
RENAMO trat zur Wahl als Wahlvereinigung RENAMO-UE an. Diesem Verbund gehörten außer RENAMO noch 10 kleinere, weitgehend bedeutungslose Parteien an. Von den 117 Sitzen dieser Koalition gingen 99 an RENAMO und 18 an die Kleinparteien.

## Demokratische Standards der Wahlen
Das Carter Center, das diese Wahl ebenso wie die vorangegangene kritisch beobachtet hat, bewertete den Wahlvorgang als „friedlich und ordentlich“. Allerdings kritisierten die Beobachter, das FRELIMO seinen exklusiven Zugang zu den Medien des Landes in unfairer Weise zu seinem Vorteil genutzt hat und technische Probleme und ein Mangel an Transparenz Zweifel an der Genauigkeit der Ergebnisse aufkommen ließen. RENAMOS Einspruch gegen die Ergebnisse wurden von den offiziellen Stellen verworfen.

## Ergebnisse im Einzelnen
| Ergebnisse der Parlamentswahlen 1999                     | Ergebnisse der Parlamentswahlen 1999 | Ergebnisse der Parlamentswahlen 1999 | Ergebnisse der Parlamentswahlen 1999 |
| -------------------------------------------------------- | ------------------------------------ | ------------------------------------ | ------------------------------------ |
| Koalition/Partei                                         | Stimmen                              | Prozent                              | Sitze                                |
| FRELIMO                                                  | 2 008 165                            | 48,55 %                              | 133                                  |
| RENAMO-UE (RENAMO)                                       | 1 604 470                            | 38,79 %                              | 117                                  |
| Partei der Arbeit (PT)                                   | 111 280                              | 2,69 %                               | 0                                    |
| Liberale und Demokratische Partei von Mosambik (PALMO)   | 102 115                              | 2,47 %                               | 0                                    |
| SOL                                                      | 83 515                               | 2,02 %                               | 0                                    |
| Union der Mosambikanischen Opposition (UMO)              | 64 182                               | 1,55                                 | 0                                    |
| Demokratische Union (UDEMO)                              | 61 276                               | 1,48                                 | 0                                    |
| Mosambikanische Demokratische Liberale Partei (PADELIMO) | 33 247                               | 0,80 %                               | 0                                    |
| Unabhängige Partei von Mosambik (PIMO)                   | 29 456                               | 0,71 %                               | 0                                    |
| Nationale Arbeiter- und Bauernpartei (PANAOC)            | 24 527                               | 0,59 %                               | 0                                    |
| Progressive Liberale Partei von Mosambik (PPLM)          | 11 628                               | 0,28 %                               | 0                                    |
| Mosambikanische Soziale Erweiterungspartei (PASOMO)      | 2,153                                | 0,05 %                               | 0                                    |
| total                                                    | 4,833,761                            | 68,1 %                               | 250                                  |